# L.L. Berger
L.L. Berger was een luxe warenhuisketen gevestigd in Buffalo, New York. 

## Geschiedenis
Het familiebedrijf werd in 1905 opgericht door Louis L. Berger op Main Street 500. Het bedrijf groeide gedurende de volgende twee decennia en opende op 4 februari 1929 zijn vlaggenschipwinkel op Main Street 514. Het eerste filiaal in een buitenwijk werd in 1953 geopend in het  Thruway Plaza (later Thruway Mall) in Cheektowaga, New York. In 1960 volgde een vestiging in het Sheridan Plaza in Tonawanda (stad), New York. Bij de dood van de oprichter in 1967 werd het bedrijf L.L. Berger "in de modedetailhandel vergeleken met Saks Fifth Avenue en Lord and Taylor in New York, I. Magnin in San Francisco en Neiman Marcus in Dallas." 
De expansie zette zich voort met de opening van winkels in 1969 in de Seneca Mall in West Seneca, New York en 1970 in de Northtown Plaza in Amherst, New York. Er werden nog meer winkels geopend in 1975, in de Lockport Mall in Lockport, New York; in 1982 in de Transitown Plaza in Clarence, New York; in 1988 in de McKinley Mall in Hamburg (New York) en in 1989 in de Walden Galleria in Cheektowaga, New York. Begin jaren 80 werd een tweede vestiging in Buffalo geopend op Elmwood Avenue 510. In 1991 vroeg het bedrijf faillissement aan. Begin jaren 2000 werd de vlaggenschipwinkel gerenoveerd tot luxe appartementen en commerciële ruimte.